# Say Hello, Wave Goodbye
Say Hello, Wave Goodbye is een nummer van het Britse synthpopduo Soft Cell uit 1982. Het is de derde en laatste single van hun debuutalbum Non-Stop Erotic Cabaret.

## Achtergrondinformatie
"Say Hello, Wave Goodbye" gaat over een homofiele man die nog in de kast zit en zijn geliefde niet kan erkennen. Het nummer was een groot succes in het Verenigd Koninkrijk, waar het de 3e positie bereikte. In Nederland was het met dit nummer de tweede keer dat Soft Cell in de hitlijsten kwam, na de hit Tainted Love waarmee Soft Cell door heel Europa opslag beroemd werd. Het lukte echter niet om het Nederlandse succes van de voorganger te overtreffen; "Say Hello, Wave Goodbye" bleef steken op een 12e positie in de Tipparade.
In 1991 werd de plaat geremixt door de Australische producer Julian Mendelsohn en heeft frontman Marc Almond de plaat opnieuw ingezongen. De remix, getiteld "Say Hello, Wave Goodbye '91" werd een kleine hit in het Verenigd Koninkrijk. David Gray heeft in 1998 een cover van het nummer opgenomen voor zijn album White Ladder

## Tracklijst
1. 7"
2. "Say Hello, Wave Goodbye" - 5:24
3. "Say Hello, Wave Goodbye" (instrumentaal) - 5:12

1. 12"
2. "Say Hello, Wave Goodbye" (extended) - 9:08
3. "Fun City" (Marc and the Mambas recording) - 7:45